# استاروکوچرگانوفکا
استاروکوچرگانوفکا (به لاتین: Starokucherganovka) یک منطقهٔ مسکونی در روسیه است که در استان آستراخان واقع شده‌است.